# Subak
Subak je pojmenování pro důmyslný zavlažovací systém kanálů, tunelů, stavidel, hrázek a dalších prvků používaný pro pěstování rýže na terasovitých polích na ostrově Bali. Jeho historie sahá až do 9. století. Kromě produkce potravin má tento vodohospodářský systém i náboženský a společenský rozměr. Rýžová pole vznikala okolo vodních chrámů balijského hinduismu. Vlastníci polí jsou sdruženi do zemědělským komunit, které ve spolupráci s představiteli chrámu obhospodařují zavlažovaná pole. Člověkem vytvořená kulturní krajina a její umělý ekosystém je zhmotněním filosofie „Tri Hita Karana“ - prolnutí 3 aspektů života - snahy o dosažení tří druhů harmonie: mezi lidmi, s božstvem a s okolním přírodním prostředím.

## Světové dědictví UNESCO
Část rýžových polí, na kterých je aplikován systém Subak, byla v roce 2012 zapsána na seznam světového kulturního dědictví UNESCO. Tato položka seznamu sestává z 5 různých lokalit:
- kulturní krajina okolo Catur Angga Batukaru (17 376 ha)
- kulturní krajina okolo Pekerisan Watershed (529 ha)
- jezero Batur v kráteru sopky Batur (1 606 ha)
- vodní chrám Pura Ulun Danu Batur
- vodní chrám Pura Taman Ayun

## Fotogalerie

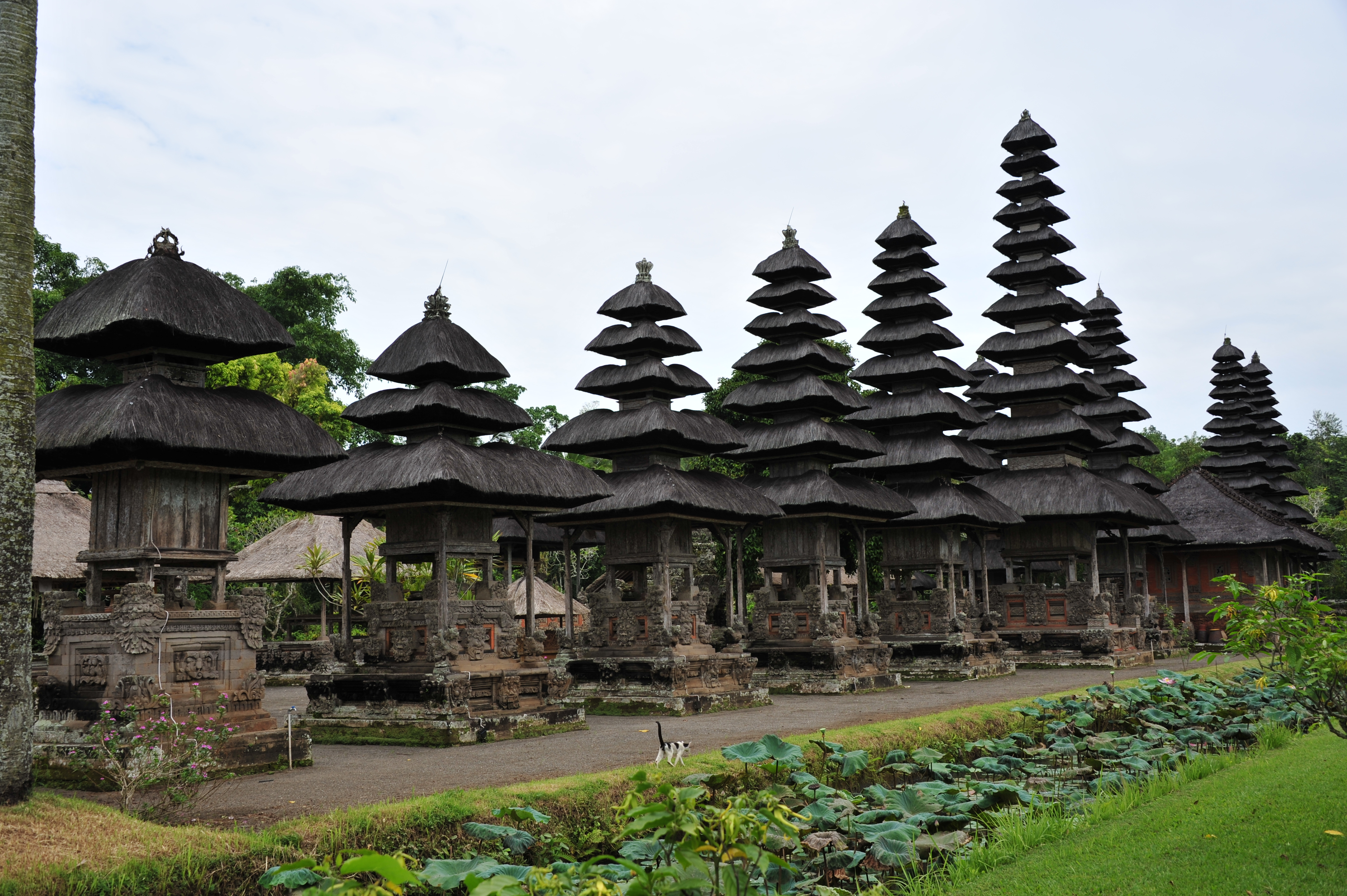
chrám Pura Taman Ayun
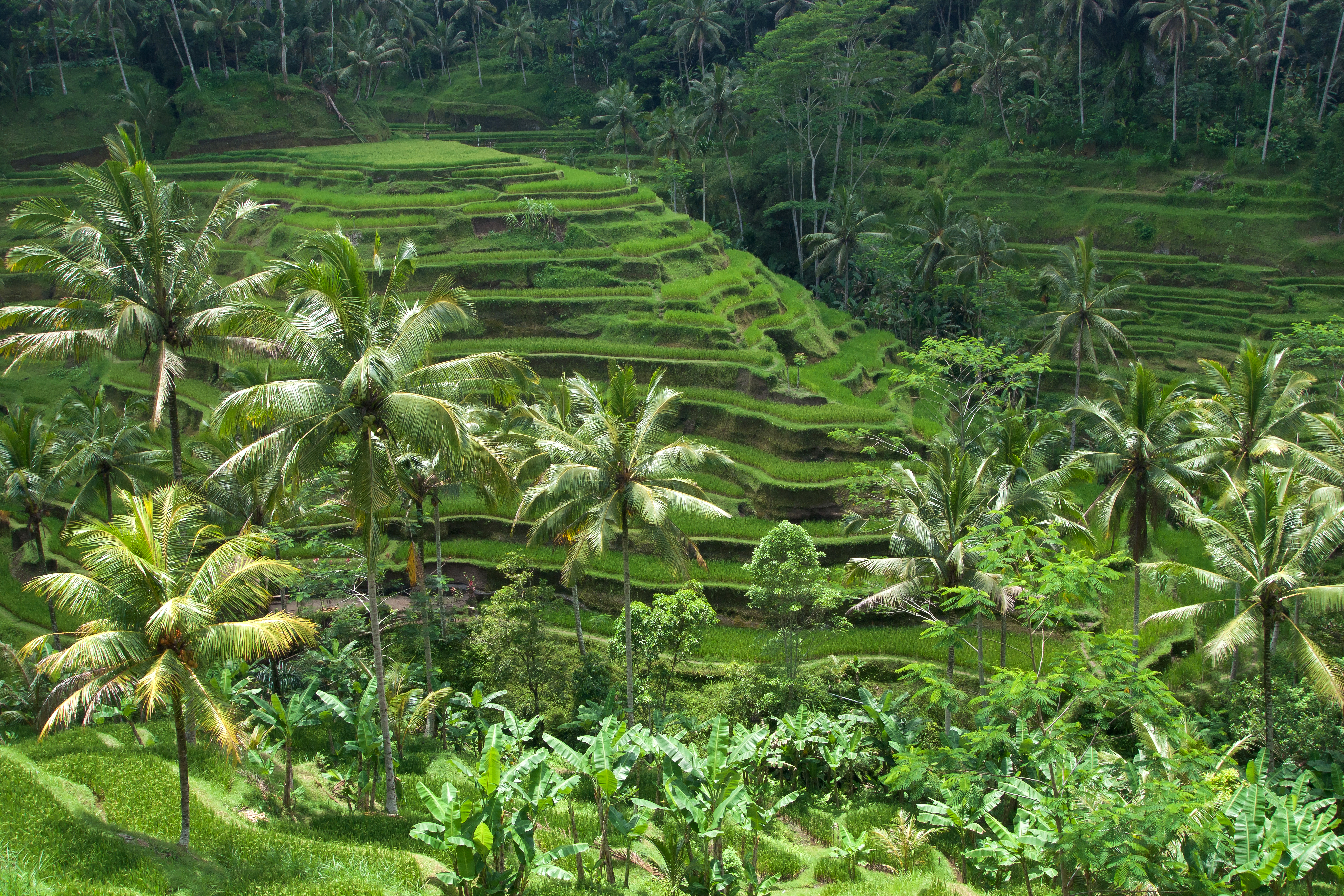
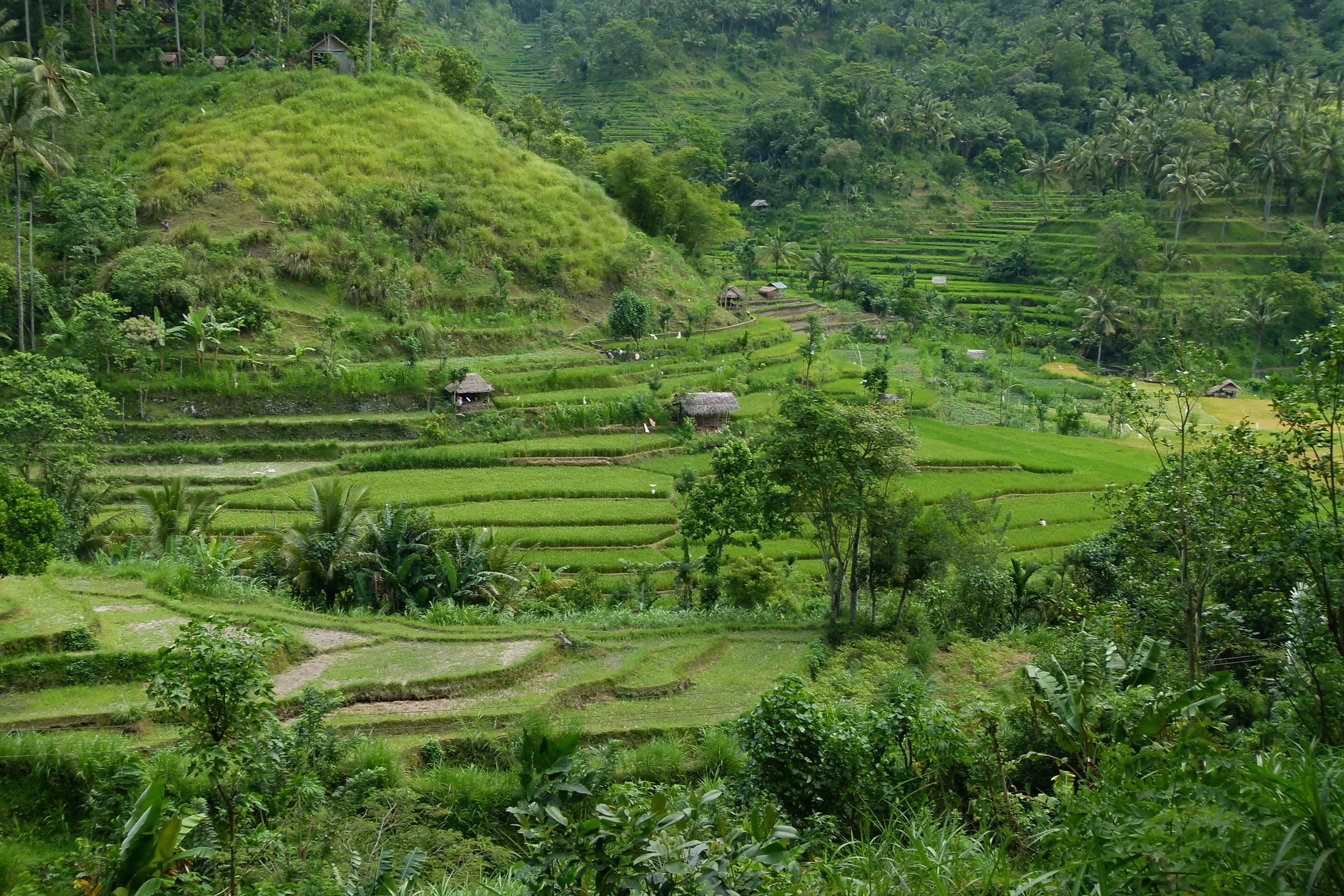
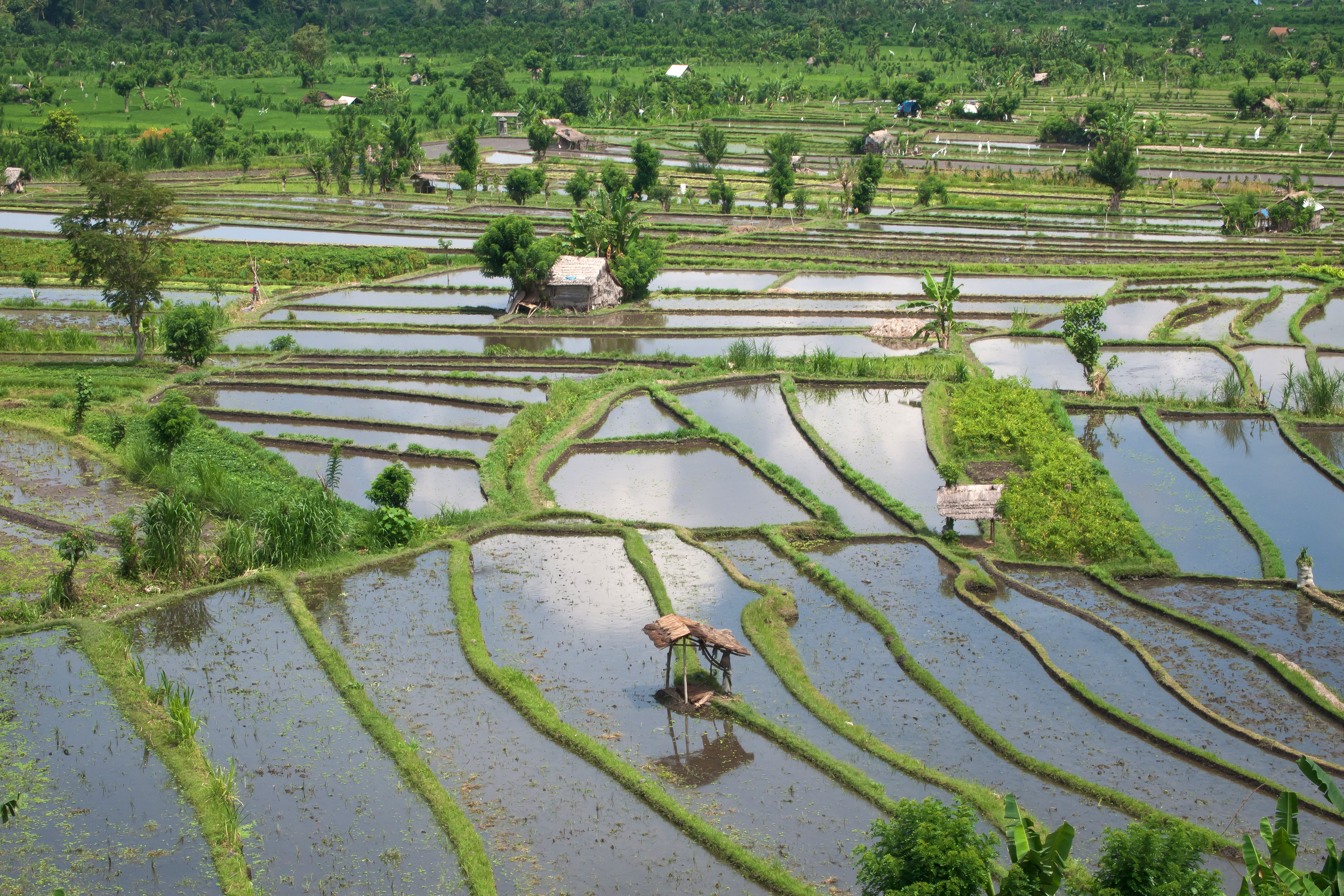
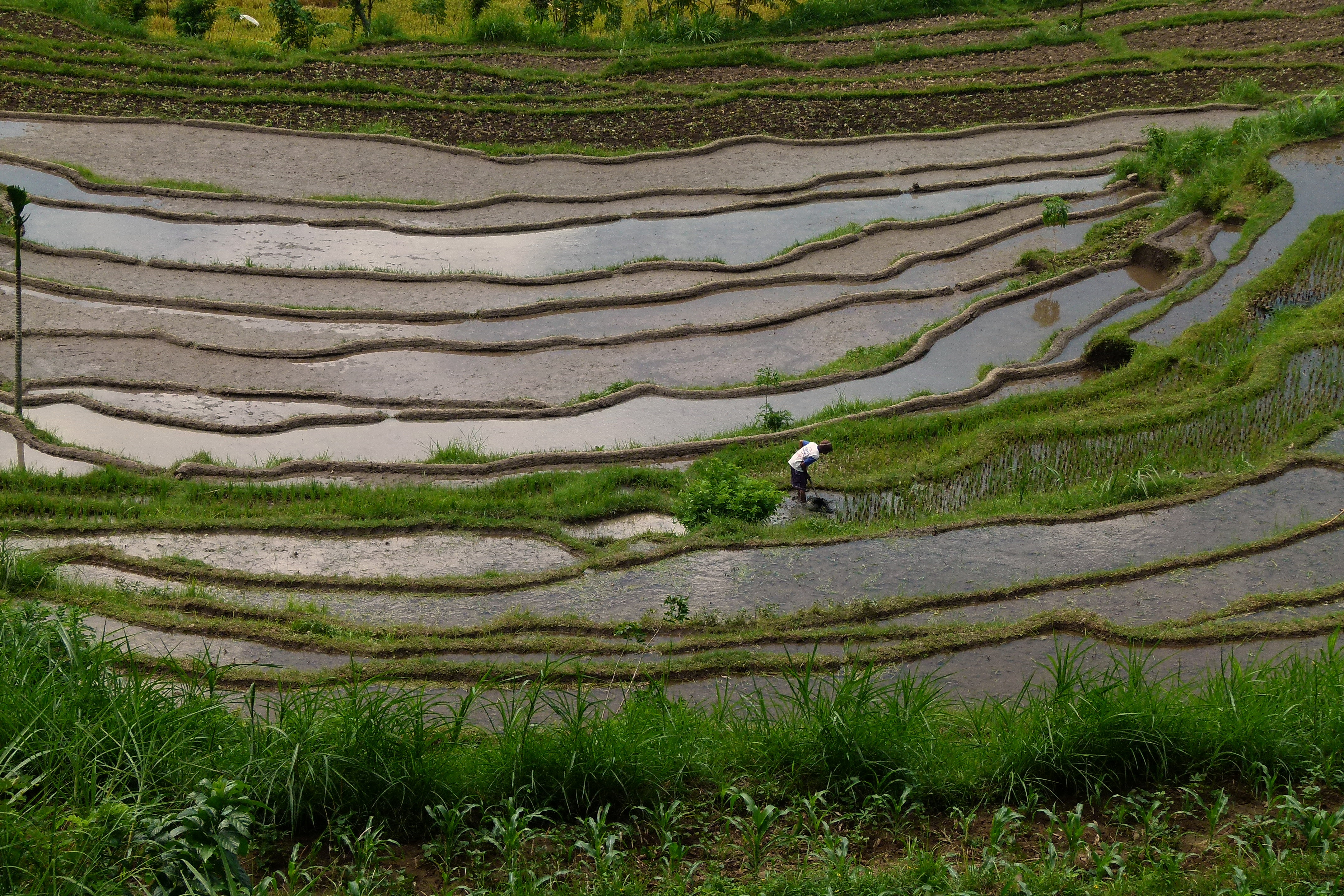